# 340687 Gerrysmith
340687 Gerrysmith è un asteroide della fascia principale esterna. Scoperto nel 2006, presenta un'orbita caratterizzata da un semiasse maggiore pari a 3,162289 UA e da un'eccentricità di 0,153538, inclinata di 10,507783° rispetto all'eclittica. Ha un diametro di 5,187 km e un'albedo di 0,055.
Fa parte della famiglia di asteroidi Lixiaohua.
Gerald (Gerry) M. Smith è stato un ingegnere americano specializzato nel design e sviluppo di telescopi. Ha diretto lo sviluppo e la costruzione di numerose importanti strutture astronomiche; ha avuto il ruolo di Project Manager per l'Infrared Telescope Facility della NASA, l'Infrared Astronomical Satellite della NASA e i due telescopi Keck.